# Punta de la Galera (la Morera de Montsant)
La Punta de la Galera és una muntanya de 954 metres que es troba entre els municipis de La Morera de Montsant i Ulldemolins, a la comarca catalana del Priorat.